# Gardein
Gardein (Kofferwort aus Garden und Protein) ist eine Produktlinie für fleischfreie Lebensmittelersatzstoffe, die von Conagra Brands in Richmond (Kanada) und Hagerstown (Vereinigte Staaten) hergestellt wird.

## Geschichte
Garden Protein International wurde von dem Koch Yves Potvin gegründet. Gardein wurde offiziell im Jahr 2003 gegründet. Das Unternehmen brachte seine Tiefkühlprodukte 2009 auf den Markt. Im Jahr 2007 hatte Garden Protein 85 Mitarbeiter und einen Jahresumsatz von 50 Millionen US-Dollar, im Jahr 2014 einen Jahresumsatz von fast 100 Millionen US-Dollar. Im darauffolgenden Jahr hatte das Unternehmen mehr als 250 Mitarbeiter in seiner Produktionsstätte und vertrieb Produkte an mehr als 22.000 Geschäfte in Nordamerika. Im November 2014 kaufte Pinnacle Foods Gardein für 154 Millionen US-Dollar. Der Gründer und Geschäftsführer Yves Potvin blieb im Unternehmen. Am 26. Oktober 2018 übernahm Conagra Brands Pinnacle Foods und somit auch Gardein.

## Produkte
Alle Gardein-Produkte sind vegan und werden von Vegan Action zertifiziert. Im Jahr 2014 wurde das Sortiment um glutenfreie und fleischlose Produkte erweitert.
Das neue Verfahren von Gardein erzeugt fleischähnliche Fasern aus Fasern essbarer Pflanzen. Zu den Zutaten gehören proprietäre Rezepturen von Proteinen aus langsam gekochtem Soja, Weizen und Erbsen, Biomehl (Kamut, Amaranth, Hirse, Quinoa), Kartoffelstärke, modifiziertem Pflanzengummi, Rüben- und Karottenfasern.